# Article 24 de la Constitution tunisienne de 1959
L'article 24 de la Constitution tunisienne de 1959 est le 24e des 78 articles de la Constitution tunisienne adoptée le 1er juin 1959.
Il est le septième article du deuxième chapitre intitulé « Le pouvoir législatif », qui décrit la composition de l'Assemblée nationale tunisienne, les conditions de ses membres, leurs attributions et son fonctionnement. 

## Texte
« L'Assemblée nationale siège à Tunis et sa banlieue. Toutefois, l'Assemblée peut, dans des circonstances exceptionnelles, tenir ses séances en tout autre lieu. »